# André-Marcel Adamek
André-Marcel Adamek (3. květen 1946 – 31. srpen 2011) byl belgický spisovatel píšící francouzsky. Jeho umělecký pseudonym byl mystifikací s českými předky, ve skutečnosti vznikl přesmyčkou autorova skutečného příjmení Dammekens. Pro jeho tvorbu je charakteristická osobitá fantazie a sympatie s outsidery, vycházející z vlastních životních zkušeností: pracoval jako lodník, tiskař, výrobce hraček nebo chovatel koz. Jeho kniha Květinová puška (Fusil a pétales, 1974) obdržela Cenu Victora Rossela pro nejlepší frankofonní belgickou knihu roku.

## České překlady
- Květinová puška, Argo 2008
- Největší ponorka na světě, Dauphin 2012